# Ace Science Fiction Specials
Ace Science Fiction Specials reprezintă trei serii cărți science fiction & fantasy publicate de Ace Books între 1968 și 1990. Terry Carr a editat prima și a treia serie. Prima serie a fost una din cele mai influente din istoria publicațiilor science fiction; cu patru romane din șase nominalizate în 1970 la Premiile Nebula.

## Seria 1
- Clifford D. Simak - Why Call Them Back from Heaven? (1968, reissue from 1967, H-42, 60c)
- James H. Schmitz - The Witches of Karres (1968, reissue from 1966, A-13, 75c)
- R. A. Lafferty - Past Master (1968, H-54, 60c)
- Gertrude Friedberg - The Revolving Boy (1968, reissue from 1966, H-58, 60c)
- Wilson Tucker - The Lincoln Hunters (1968, reissue from 1958, H-62, 60c)
- Alexei Panshin - Rite of Passage (1968, A-16, 75c) Nebula Award winner
- Joanna Russ - Picnic on Paradise (1968, H-72, 60c)
- Bob Shaw - The Two-Timers (1968, H-79, 60c)
- D. G. Compton - Synthajoy (1968, reissue from UK same year, H-86, 60c)
- Piers Anthony and Robert E. Margroff - The Ring (1968, A-19, 75c)
- James Blish and Norman L. Knight - A Torrent of Faces (1968, reissue from 1967, A-29, 75c)
- James H. Schmitz - The Demon Breed (1968, H-105, 60c)
- Roger Zelazny - Isle of the Dead (1969, 37465, 60c)
- John Brunner - The Jagged Orbit (1969, 38120, 95c)
- Ursula K. Le Guin - The Left Hand of Darkness (1969, 47800, 95c) Hugo Award and Nebula Award winner
- Philip K. Dick - The Preserving Machine (1969, 67800, 95c)
- Avram Davidson - The Island Under the Earth (1969, 37425, 75c)
- John T. Sladek - Mechasm (1969, reissue from 1968, 71435, 75c)
- D. G. Compton - The Silent Multitude (1969, 78385, reissue from 1966, 75c)
- Bob Shaw - The Palace of Eternity (1969, 65050, 75c)
- Keith Roberts - Pavane (1969, reissue from 1968, 65430, 95c)
- Michael Moorcock - The Black Corridor (1969, reissue from UK same year, 06530, 75c)
- Alexei Panshin - Rite of Passage (1969, reissue with "Nebula Award: Best SF Novel of the Year" on cover, 72781, 75c)
- R. A. Lafferty - Fourth Mansions (1969, 24590, 75c)
- D. G. Compton - The Steel Crocodile (1970, 78575, 75c)
- Joanna Russ - And Chaos Died (1970, 02268, 75c)
- Avram Davidson - The Phoenix and the Mirror (1970, reissue from 1969, 66100, 75c)
- Ron Goulart - After Things Fell Apart (1970, 00950, 75c)
- Wilson Tucker - The Year of the Quiet Sun (1970, 99420, 75c) (Retroactive Campbell Award in 1976)
- R. A. Lafferty - Nine Hundred Grandmothers (1970, 58050, 95c)
- Ursula K. Le Guin - A Wizard of Earthsea (1970, reissue from 1968, 90075, 75c)
- D. G. Compton - Chronocules (1970, 10480, 75c)
- Bob Shaw - One Million Tomorrows (1970, 62938, 75c)
- John Brunner - The Traveler in Black (1971, 82210 75c)
- Suzette Haden Elgin - Furthest (1971, 25950, 75c)
- Bruce McAllister - Humanity Prime (1971, 34900, 95c)
- Michael Moorcock - The Warlord of the Air (1971, reissue from UK 1971, 87060, 75c)
- Gerard F. Conway - The Midnight Dancers (1971, 52975, 75c)
- Gordon Eklund - The Eclipse of Dawn (1971, 18630, 75c)

## Seria 2
Această serie nu a fost editată de Terry Carr.
- Mary Staton - From the Legend of Biel (1975, 25460)
- D. D. Chapman and Deloris Lehman Tarzan - Red Tide (1975, 71160)
- Marion Zimmer Bradley - Endless Voyage (1975, 20660)
- Stanislaw Lem - The Invincible (1975, 37170)
- Felix C. Gotschalk - Growing Up in Tier 3000 (1975, 30420)
- Walt Richmond and Leigh Richmond - Challenge the Hellmaker (1976, 10150)
- Thomas Burnett Swann - Lady of the Bees (1976, 46850)
- Thomas Burnett Swann - The Tournament of Thorns (1976, 81900)
- William Barton - A Plague of All Cowards (1976, 66780)
- Chelsea Quinn Yarbro - Time of the Fourth Horseman (1976, 81189)
- Bob Shaw - Orbitsville (1977, 63780)

## Seria 3
- Kim Stanley Robinson - The Wild Shore (1984, 88870)
- Carter Scholz and Glenn Harcourt - Palimpsests (1984, 65065)
- Lucius Shepard - Green Eyes (1984, 30274)
- Howard Waldrop - Them Bones (1984, 80557)
- William Gibson - Neuromancer (1984, 56956) Nebula Award and Hugo Award winner
- Michael Swanwick - In the Drift (1985, 35869)
- Jack McDevitt - The Hercules Text (1986, 37367)
- Loren J. MacGregor - The Net (1987, 56941)
- Richard Kadrey - Metrophage (1988, 52813)
- Ted Reynolds - The Tides of God (1989, 80894)
- Claudia O'Keefe - Black Snow Days (1990, 06689)
- Gregory Feeley - The Oxygen Barons (1990, 64571)